# TuB Bocholt (Volleyball)
Die Volleyball-Abteilung der TuB Bocholt 1907 e. V. wurde 1968 gegründet. Die 1. Volleyball-Männermannschaft spielte von 2001 bis 2006 in der Zweiten Bundesliga, bis sie in die Regionalliga abstieg und sich 2012 durch ein Qualifikationsturnier in Bonn für die Dritte Liga West qualifizierte. Dort wurde TuB Bocholt schließlich Meister und stieg in die Zweite Bundesliga auf, in welcher die Mannschaft in der Saison 2013/14 den zehnten Platz belegte. In der folgenden Saison landete sie auf dem vierten Rang, weshalb die 1. Herren auch in der Spielzeit 2015/16 in der Zweiten Bundesliga Nord antritt.

## WVV-Pokal
In der Saison 2012/13 konnten die Turner und Ballspieler erstmals in der Vereinsgeschichte das Finale des WVV-Pokals erreichen. Mit einem 3:1-Sieg über den VV Humann Essen-Steele löste TuB Bocholt das Finalticket. Im Finale musste sich TuB allerdings dem Rumelner TV mit 0:3 beugen. In der Spielzeit 2013/14 verlor Bocholt bereits im Halbfinale gegen das Zweitliga-Team der DjK Delbrück mit 2:3 in Bocholt. Im WVV-Pokalachtenfinale der Saison 2014/15 schlug Bocholt den VV Humann Essen-Steele vor heimischer Kulisse mit 3:0. Im Halbfinale setzte sich das Team beim Oberligisten SV Bayer-Wuppertal erneut mit 3:0 durch. Beim Zweitligisten TSG Solingen Volleys unterlag das Team im Finale mit 1:3 und beendete die Pokal-Saison somit auf dem zweiten Platz. Im Viertelfinale der Pokal-Saison 2015/16 trifft Bocholt auf den Sieger der Partie USC Münster gegen DjK Delbrück.

## Spielstätte
Die Heimspiele der 1. Männer der TuB Bocholt werden in der Bocholter Euregio-Sporthalle ausgetragen. Die Halle fasst 464 Zuschauer, die auf Tribünen Platz nehmen oder die zahlreichen Stehplätze nutzen können. Nach einer zweijährigen Sanierung wurde die Halle am 29. Juni 2012 erneut eingeweiht und ist seit daher die Heimspielstätte der Mannschaft.

## Weitere Mannschaften
- 1. Damen-Mannschaft – Oberliga
- 2. Damen-Mannschaft – Bezirksklasse
- 3. Damen-Mannschaft – Bezirksklasse
- 4. Damen-Mannschaft – Bezirksklasse
- 2. Herren-Mannschaft – Oberliga
- 3. Herren-Mannschaft – Verbandsliga
- Diverse Jugendmannschaften